# Maria von Trapp

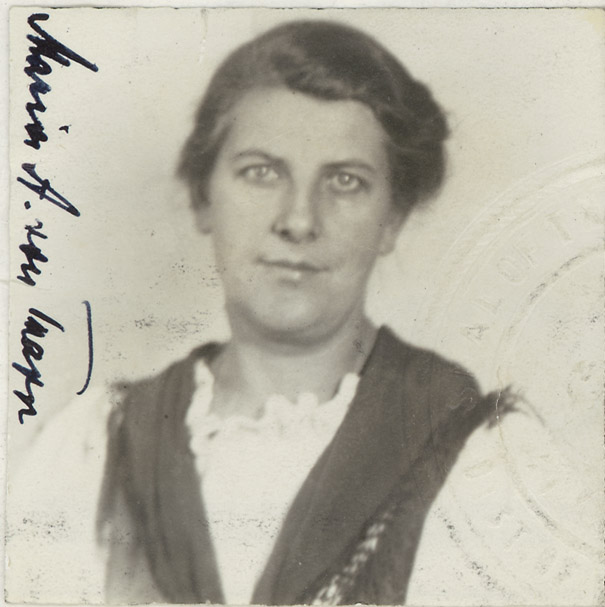
Maria von Trapp

Maria Augusta von Trapp, geboren Kutschera (Wenen, 26 januari 1905 - Morrisville (Vermont), 28 maart 1987) was de matriarch van de Trapp Family Singers. Haar verhaal en dat van haar familie om na de Anschluss aan de nazi's te ontsnappen, was de inspiratie voor de uit 1956 stammende Duitse film Die Trapp-Familie, waarop vervolgens de musical The Sound of Music (1959) werd gebaseerd.

## Levensloop

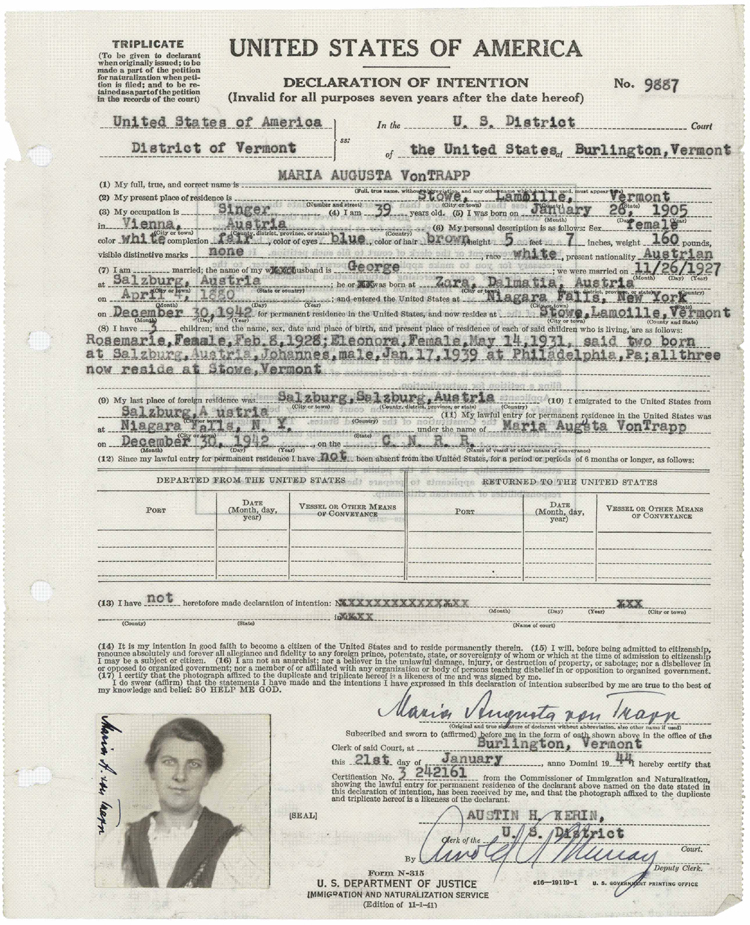
Declaration of Intention van Maria von Trapp.

Maria Kutschera, geboren in Oostenrijk, ging een rooms-katholiek klooster in Salzburg in en wilde non worden. Toen ze nog een novice was, werd haar gevraagd de zeven kinderen van weduwnaar en marinekapitein Georg von Trapp les te geven. Maria en Georg von Trapp trouwden op 26 november 1927.
Maria beweerde dat hun eerste dochter Rosemarie geboren werd in 1929, maar uit documenten in stadsarchieven blijkt dat ze geboren is op 8 februari 1928, enkele maanden na het sluiten van het huwelijk. Op de 'Declaration of Intention' om Amerikaans staatsburger te worden, wordt eveneens die datum aangegeven.
Rosemarie zelf zei altijd dat ze in 1929 geboren werd en dat ze negen jaar oud was toen Adolf Hitler Oostenrijk binnenviel in 1938 en dat ze achttien jaar oud was toen haar vader overleed in 1947.
Na Rosemarie kregen Maria en Georg von Trapp nog twee kinderen; Eleonore (Lorli), geboren op 14 mei 1931 en Johannes, geboren op 17 januari 1939.
De kapitein verloor zijn kapitaal in 1935. Het zat veilig op een bank in Londen maar om een vriend in het Oostenrijkse bankwezen te helpen trok hij zijn geld terug van de Engelse bank en belegde het in een Oostenrijkse die kort daarna bankroet ging. Oostenrijk zat in een economische crisis door Duitse druk en andere factoren.
Om te overleven begon de familie de liefde voor muziek om te zetten in een carrière. Nadat ze op een festival optraden in 1935 werden ze een populaire act. Kort na de Anschluss vluchtte de familie naar Italië en daarna naar de Verenigde Staten. Het familiehuis in Salzburg werd het hoofdkwartier van Heinrich Himmler.
Ze noemden zichzelf de Trapp Family Singers. De familie bestond uit tien kinderen en werd erg bekend waardoor ze door de wereld toerden. Na de oorlog richtten ze de Trapp Family Austrian Relief Inc. op, dat honderdduizenden kilo’s voedsel en kleding naar het verarmde Oostenrijk zond. De familie vestigde zich uiteindelijk in Stowe, Vermont. Georg von Trapp stierf aan longkanker op 30 mei 1947.
Maria's boek Vom Kloster zum Welterfolg werd een bestseller. Er werden twee succesvolle Duits/Oostenrijkse films van gemaakt, Die Trapp-Familie (1956) en Die Trapp-Familie in Amerika (1958). Het boek werd vertaald als The Story of the Trapp Family Singers. Het boek werd later aangepast voor de The Sound of Music, een fenomenaal succesvolle Broadway-musical die ook verfilmd werd. Maria verkocht de rechten van het boek voor nog geen $10 000 en profiteerde dus niet mee van het enorme succes van de film.
In 1957 ging de familie uit elkaar op professioneel vlak en ging elk zijn eigen weg. Maria en drie van haar kinderen werden missionarissen. Later keerde Maria terug naar Vermont en hield de Trapp Family Lodge open tot aan haar dood in 1987. Maria, haar man George en Hedwig von Trapp (1917-1972), het vijfde kind van Georg en Agathe von Trapp, zijn begraven in het familiegraf in de Lodge.
De zoon Werner, die in The Sound of Music Kurt genoemd wordt, overleed, 91 jaar oud, op 11 oktober 2007 in zijn huis te Waitsfield, Vermont.
De Lodge wordt nu opengehouden door Georg en Maria’s zoon Johannes en is een van de populairste toeristische trekpleisters van Vermont en is ook een concertplaats voor het Vermont Mozart Festival.
Vier achterkleinkinderen treden nog op als de Von Trapp kinderen. Ook Maria’s kleindochter Elisabeth is een zangeres.
Maria heeft een cameo-optreden in de filmversie van The Sound of Music: ze wandelt op het plein waar Julie Andrews het lied I Have Confidence zingt.

## Fictieve Maria
Het leven van de Von Trapps zoals voorgesteld in de film The Sound of Music is een parafrase op de werkelijkheid. De kinderen hadden andere namen en de film speelde zich af in 1938, toen Maria Georg pas zou hebben leren kennen, terwijl ze rond die tijd in werkelijkheid al tien jaar getrouwd waren en twee kinderen hadden. Het huwelijk van Maria en Georg, waarvan Maria later zou zeggen dat het aanvankelijk nagenoeg liefdeloos was geweest, werd aanzienlijk romantischer voorgesteld.

## Boeken over de familie Von Trapp
- William Anderson, The World of the Trapp Family, ISBN 1-890757-00-4
- Georg von Trapp, To the Last Salute: Memories of an Austrian U-Boat Commander, ISBN 0-8032-4667-6